# Arvingen till Ballantrae
Arvingen till Ballantrae är en historisk roman av Robert Louis Stevenson utgiven 1889 (1944 och 2004 på svenska).
Romanen utspelar sig i Skottland och Nordamerika på 1700-talet.

## Handling
Romanen börjar 1745, året då det sista jakobitiska upproret startade. De två bröderna Henry och James smider en plan när landet splittras av jakobitupproren. James ska ansluta sig till rebellerna och Henry ska strida på kungens sida, för att bevara familjens ställning vilken sida som än vinner. När rapporter kommer om att James har fallit i strid står Henry som enda arvinge till godset Ballantrae. Men är James verkligen död? Henry kämpar för att få släktens egendom att leva vidare, men broderns skugga faller över godset.

## Utgåvor på svenska
Första utgåvan på svenska kom 1944 i översättning Tom Bennet, illustrationer Bertil Lybeck. 2004 kom en nyutgåva recenserad i Svenska Dagbladet:
| ”                                | Tack vare det lilla förlaget Lind & Co föreligger nu i vacker nyutgåva en av världslitteraturens bästa romaner: Arvingen till Ballantrae av Robert Louis Stevenson i översättning av Tom Bennet. Den snart 60 år gamla översättningen är så spänstig och levande, att man som läsare inte känner något behov av en nyöversättning. Stevensons märkliga form av realism, som bygger på en sparsam information så sinnrikt sorterad, att läsaren tycker sig ha fått reda på betydligt mer än vad som faktiskt står i texten, liksom hans säregna förmåga att ladda spännande händelseförlopp med psykologiska konflikter och moraliska kollisioner, triumferar i denna storslagna roman. | „ |
| – Tom Hedlund, 11 december 2003. | |   |